# Berg (Østfold)

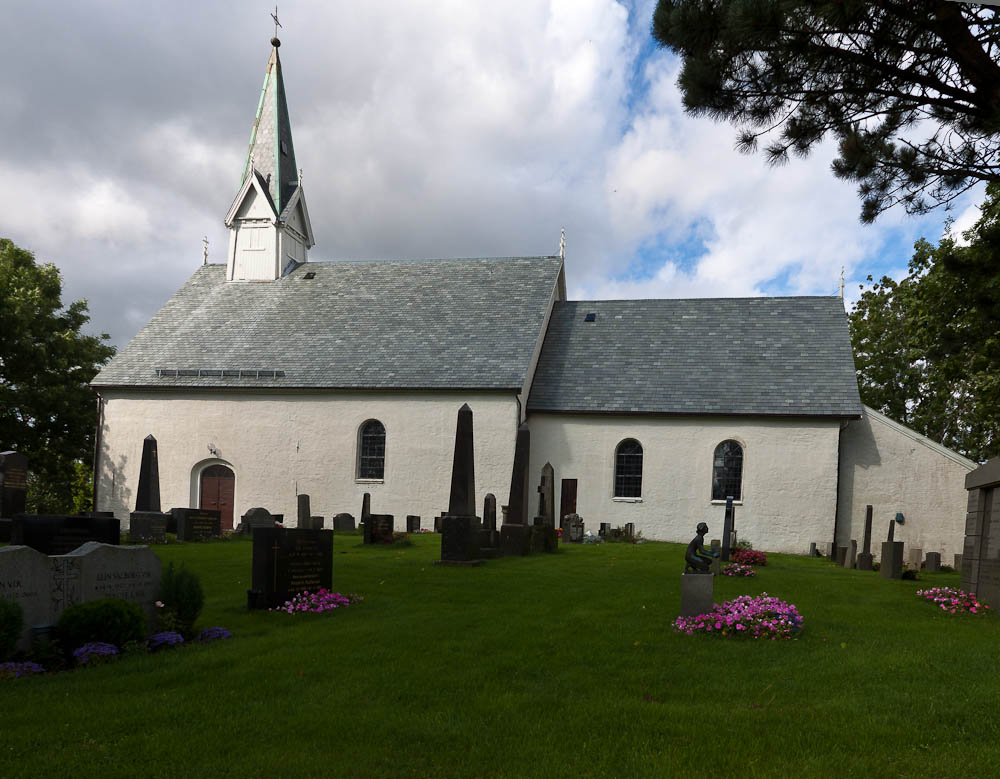
Kerk van Berg

Berg is een plaats en voormalige gemeente in Østfold, Noorwegen. In 1967 werd deze gemeente geannexeerd door de fusiegemeente Halden. Sinds 2020 is Berg deel van de provincie Viken
In Berg bevindt zich een kerk van omstreeks 1100.
Berg bevindt zich ten noorden van het bedrijventerrein van Isebakke.